# Woustviller
Woustviller település Franciaországban, Moselle megyében. Lakosainak száma 2822 fő (2022. január 1.). Woustviller Ernestviller, Grundviller, Hambach, Hundling, Ippling és Sarreguemines községekkel határos.

## Népesség
A település népessége az elmúlt években az alábbi módon változott:
| Lakosok száma | 3239 | 3214 | 3254 | 3175 | 3080 | 2986 | 2891 | 2854 | 2822 |
|               | 2013 | 2015 | 2016 | 2017 | 2018 | 2019 | 2020 | 2021 | 2022 |